# Schöne Zaunwinde

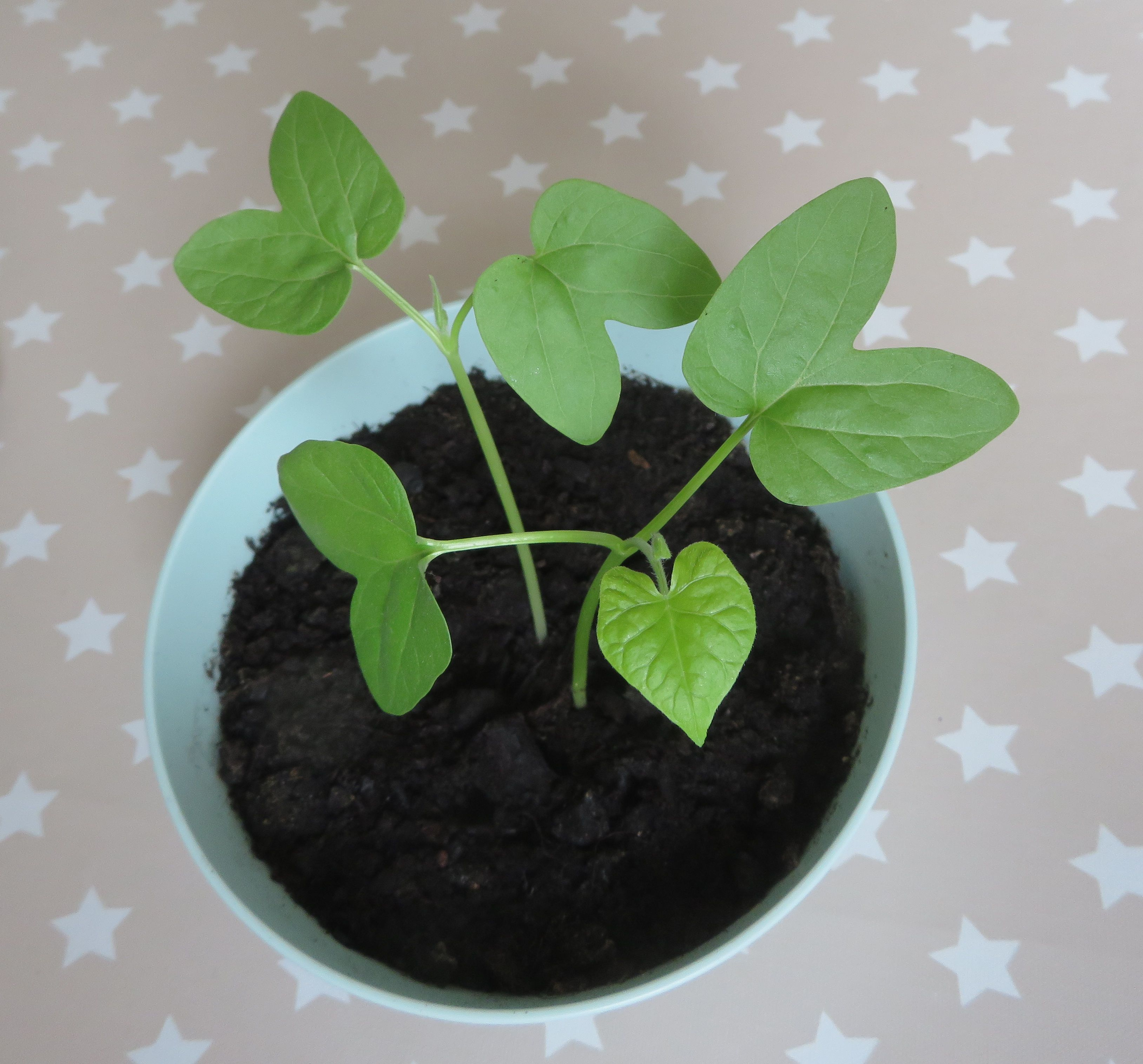
Sämlinge der schönen Zaunwinde

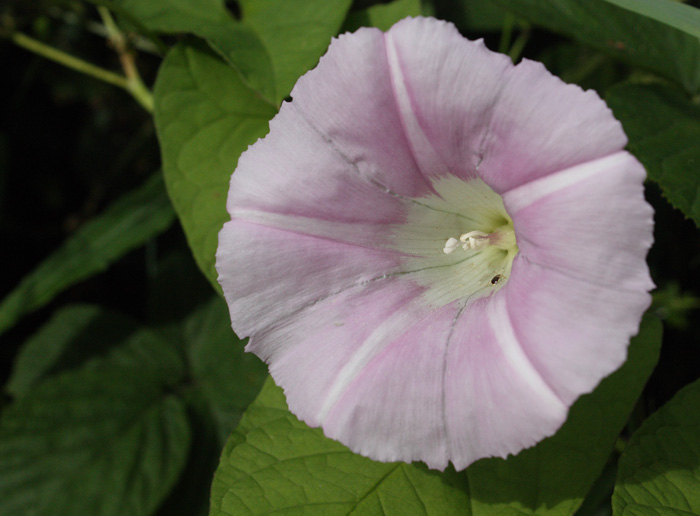
Schöne Zaunwinde, Blüte

Die Schöne Zaunwinde (Calystegia × pulchra Brummitt & Heywood) gehört zur Familie der Windengewächse (Convolvulaceae). Sie ist die Hybride Calystegia pellita × Calystegia silvatica.

## Erkennungsmerkmale
Es ist eine ausdauernde krautige Pflanze. Sie klettert mit windendem Spross etwa 1 bis 3 Meter hoch. Blattstiele und Blütenstiele sind zum Teil behaart, auch der Stängel kann behaart sein. Die Schöne Zaunwinde fällt vor allem durch ihre rosa gefärbte Krone auf, die 5 weiße Streifen besitzt, etwa 4 bis 6 cm lang und ebenso breit wird. Von der sehr ähnlichen Echten Zaunwinde lässt sie sich durch die blasig aufgetriebenen Kelchvorblätter unterscheiden. 
Die Chromosomenzahl beträgt 2n = 22.

## Verbreitung
Die Herkunft der Schönen Zaunwinde ist unklar, Haeupler und Muer geben Nordost-Asien als Heimat an, Oberdorfer schreibt „vielleicht Ost-Asien“. In der „Flora of China“ ist die Art nicht verzeichnet. Im „Rothmaler“ ist dagegen West- und Mitteleuropa als Heimat genannt, bei R. Govaerts „Europa“.   Selten findet man sie als Zierpflanze.
In Europa findet man sie in Auwäldern und Bäche begleitend sowie an frischen Ruderalstandorten und Krautfluren. Sie bevorzugt nährstoffreiche Standorte. Sie bürgert sich als Neophyt in Gesellschaften der Unterklasse Galio-Urticenea ein.
In den Allgäuer Alpen steigt sie in Oberjoch in Bayern bis 1150 Meter Höhe auf.

## Ökologie
Die Schöne Zaunwinde gehört wegen ihrer weit kriechenden, unterirdischen Sprossachsen zu den Kriechpionierpflanzen. Die Sprossspitzen führen kreisförmige Suchbewegungen (Nutationen) entgegen dem Uhrzeigersinn durch, um sich an einer geeigneten Unterlage emporwinden zu können. Die Bestäubung erfolgt hauptsächlich durch Schmetterlinge.